# Седленцин
Седленцин (пол. Siedlęcin, нім. Boberröhrsdorf) — село в Польщі, у гміні Єжув-Судецький Карконоського повіту Нижньосілезького воєводства.
Населення — 1395 осіб (2011).
У 1975-1998 роках село належало до Єленьогурського воєводства.

## Демографія
Демографічна структура станом на 31 березня 2011 року:
|          | Загалом | Допрацездатний вік | Працездатний вік | Постпрацездатний вік |
| -------- | ------- | ------------------ | ---------------- | -------------------- |
| Чоловіки | 677     | 115                | 508              | 54                   |
| Жінки    | 718     | 122                | 457              | 139                  |
| Разом    | 1395    | 237                | 965              | 193                  |